# Liste der Nummer-eins-Hits in Ungarn (2021)
Dies ist eine Liste der Nummer-eins-Hits in Ungarn im Jahr 2021. Sie basiert auf der Top 40 album-, DVD- és válogatáslemez-lista und der Rádiós Top 40 játszási lista der Magyar Hanglemezkiadók Szövetsége (Mahasz), dem ungarischen Vertreter der International Federation of the Phonographic Industry.

## Singles
| ← 2020 ← | Liste der Nummer-eins-Hits in Ungarn | Liste der Nummer-eins-Hits in Ungarn       | Liste der Nummer-eins-Hits in Ungarn | 2022 →                    |
| \| Zeitraum \| Wo. ges. \| Interpret \| Titel Autor(en) \| Zusätzliche Informationen \| \| (Zeitraum, Wochen auf Platz eins, Interpret, Titel, Autor[en], zusätzliche Informationen) \| \| \| \| \| \| ----------------------------------------------------------------------------------------- \| -------- \| ------------------------------------------ \| -------------------------------------------------------------------------------------------------------------------------------------------------------------------------------------------------------------------------------------------------------------------------------------------------------------------------- \| ------------------------- \| \| 1. Januar 2021 – 7. Januar 2021 1 Woche (insgesamt 5) \| 5 \| Meduza feat. Dermot Kennedy \| Paradise Dermot Joseph Kennedy, Luca De Gregorio, Mattia Vitale, Simone Giani, Joshua Alexander Grimmett, Connor Blake Manning, Daniel Caplen, Gerard David O’Connell, Wayne Hector \| – \| \| 8. Januar 2021 – 14. Januar 2021 1 Woche (insgesamt 6) \| 6 \| Jason Derulo \| Take You Dancing Emanuel S. Kiriakou, Teemu William Brunila, Shawn Charles, Jason Joel Desrouleaux, Sarah Alison Solovay \| – \| \| 15. Januar 2021 – 21. Januar 2021 1 Woche (insgesamt 5) \| 5 \| Meduza feat. Dermot Kennedy \| Paradise Dermot Joseph Kennedy, Luca De Gregorio, Mattia Vitale, Simone Giani, Joshua Alexander Grimmett, Connor Blake Manning, Daniel Caplen, Gerard David O’Connell, Wayne Hector \| – \| \| 22. Januar 2021 – 4. Februar 2021 2 Wochen (insgesamt 6) \| 6 \| Jason Derulo \| Take You Dancing Emanuel S. Kiriakou, Teemu William Brunila, Shawn Charles, Jason Joel Desrouleaux, Sarah Alison Solovay \| – \| \| 5. Februar 2021 – 18. Februar 2021 2 Wochen (insgesamt 12) \| 12 \| Joel Corry feat. MNEK \| Head & Heart Joe Louis Corry, Neave Applebaum, Lewis Daniel Thompson, Uzoechi Osisioma Emenike, Kashif Siddiqui, Jonathan Courtidis, Daniel Lee Dare, Robert Michael Nelson Harvey \| – \| \| 19. Februar 2021 – 25. Februar 2021 1 Woche (insgesamt 2) \| 2 \| Jax Jones & Au/Ra \| I Miss U Janee Millicent Lucy Bennett, Olav Tronsmoen, Timucin Kwong Wah Lam, Cass Lowe, Ina Christine Wroldsen \| – \| \| 26. Februar 2021 – 4. März 2021 1 Woche (insgesamt 5) \| 5 \| Meduza feat. Dermot Kennedy \| Paradise Dermot Joseph Kennedy, Luca De Gregorio, Mattia Vitale, Simone Giani, Joshua Alexander Grimmett, Connor Blake Manning, Daniel Caplen, Gerard David O’Connell, Wayne Hector \| – \| \| 5. März 2021 – 18. März 2021 2 Wochen (insgesamt 12) \| 12 \| Joel Corry feat. MNEK \| Head & Heart Joe Louis Corry, Neave Applebaum, Lewis Daniel Thompson, Uzoechi Osisioma Emenike, Kashif Siddiqui, Jonathan Courtidis, Daniel Lee Dare, Robert Michael Nelson Harvey \| – \| \| 19. März 2021 – 25. März 2021 1 Woche (insgesamt 2) \| 2 \| ATB × Topic × A7S \| Your Love (9 PM) Musik: Andre Tanneberger, Tobias Tobic; Text: Alexander Tidebrink Stomberg \| – \| \| 26. März 2021 – 1. April 2021 1 Woche (insgesamt 5) \| 5 \| Meduza feat. Dermot Kennedy \| Paradise Dermot Joseph Kennedy, Luca De Gregorio, Mattia Vitale, Simone Giani, Joshua Alexander Grimmett, Connor Blake Manning, Daniel Caplen, Gerard David O’Connell, Wayne Hector \| – \| \| 2. April 2021 – 8. April 2021 1 Woche (insgesamt 2) \| 2 \| Jax Jones & Au/Ra \| I Miss U Janee Millicent Lucy Bennett, Olav Tronsmoen, Timucin Kwong Wah Lam, Cass Lowe, Ina Christine Wroldsen \| – \| \| 9. April 2021 – 15. April 2021 1 Woche (insgesamt 2) \| 2 \| ATB × Topic × A7S \| Your Love (9 PM) Musik: Andre Tanneberger, Tobias Tobic; Text: Alexander Tidebrink Stomberg \| – \| \| 16. April 2021 – 22. April 2021 1 Woche (insgesamt 5) \| 5 \| Nathan Evans \| Wellerman Traditional \| – \| \| 23. April 2021 – 6. Mai 2021 2 Wochen (insgesamt 5) \| 5 \| The Weeknd \| Save Your Tears Max Martin, Abel Tesfaye, Ahmad Balshe, Oscar Thomas Holter, Jason Matthew Quenneville \| – \| \| 7. Mai 2021 – 13. Mai 2021 1 Woche (insgesamt 5) \| 5 \| Nathan Evans \| Wellerman Traditional \| – \| \| 14. Mai 2021 – 20. Mai 2021 1 Woche (insgesamt 5) \| 5 \| The Weeknd \| Save Your Tears Max Martin, Abel Tesfaye, Ahmad Balshe, Oscar Thomas Holter, Jason Matthew Quenneville \| – \| \| 21. Mai 2021 – 27. Mai 2021 1 Woche (insgesamt 5) \| 5 \| Nathan Evans \| Wellerman Traditional \| – \| \| 28. Mai 2021 – 3. Juni 2021 1 Woche (insgesamt 5) \| 5 \| The Weeknd \| Save Your Tears Max Martin, Abel Tesfaye, Ahmad Balshe, Oscar Thomas Holter, Jason Matthew Quenneville \| – \| \| 4. Juni 2021 – 10. Juni 2021 1 Woche \| 1 \| Master KG feat. Burna Boy & Nomcebo Zikode \| Jerusalema Kgaogelo Moagi, Nomcebo Nothule Nkwanyana, Damini Ebunoluwa Ogulu \| – \| \| 11. Juni 2021 – 17. Juni 2021 1 Woche (insgesamt 5) \| 5 \| The Weeknd \| Save Your Tears Max Martin, Abel Tesfaye, Ahmad Balshe, Oscar Thomas Holter, Jason Matthew Quenneville \| – \| \| 18. Juni 2021 – 1. Juli 2021 2 Wochen (insgesamt 5) \| 5 \| Nathan Evans \| Wellerman Traditional \| – \| \| 2. Juli 2021 – 2. September 2021 9 Wochen \| 9 \| Ed Sheeran \| Bad Habits Edward Christopher Sheeran, Johnny McDaid, Frederick John Philip Gibson \| – \| \| 3. September 2021 – 9. September 2021 1 Woche (insgesamt 2) \| 2 \| The Kid Laroi & Justin Bieber \| Stay Charlton Kenneth Jeffrey Howard, Justin Drew Bieber, Blake Slatkin, Charlie Puth, Magnus August Høiberg, Michael Mulé, Isaac De Boni, Omer Fedi, Subhaan Rahmaan \| – \| \| 10. September 2021 – 16. September 2021 1 Woche (insgesamt 4) \| 4 \| Calvin Harris feat. Tom Grennan \| By Your Side Theo David Hutchcraft, Adam Richard Wiles, Michael David Needle, Thomas Grennan, James Christopher Needle, John William Peter Newman \| – \| \| 17. September 2021 – 23. September 2021 1 Woche (insgesamt 4) \| 4 \| Goodboys \| Bongo Cha Cha Cha Ernst Bader, Ralf Arnie, Werner Müller \| – \| \| 24. September 2021 – 30. September 2021 1 Woche (insgesamt 2) \| 2 \| The Kid Laroi & Justin Bieber \| Stay Charlton Kenneth Jeffrey Howard, Justin Drew Bieber, Blake Slatkin, Charlie Puth, Magnus August Høiberg, Michael Mulé, Isaac De Boni, Omer Fedi, Subhaan Rahmaan \| – \| \| 1. Oktober 2021 – 7. Oktober 2021 1 Woche \| 1 \| Elton John & Dua Lipa \| Cold Heart Dean John Meredith, Andrew John Meecham, Elton John, Bernard J. P. Taupin, Nicholas George Littlemore, Peter Bruce Mayes, Samuel David Littlemore \| – \| \| 8. Oktober 2021 – 28. Oktober 2021 3 Wochen \| 3 \| Galantis, David Guetta & Little Mix \| Heartbreak Anthem Yusekae Alexander Koi, Lorenzo Cosi, Christopher Tempest, Pierre David Guetta, Sorana Paula Pacurar, Christian Lars Karlsson, Henrik Nils Jonback, David St. Fleur Sr., Johnny Goldstein, Jenna Lauren Andrews, Leigh Anne Pinnock, Perrie Louise Edwards, Jade Amelia Thirlwell, Thomas Van Der Bruggen \| – \| \| 29. Oktober 2021 – 4. November 2021 1 Woche (insgesamt 6) \| 6 \| Jason Derulo \| Take You Dancing Emanuel S. Kiriakou, Teemu William Brunila, Shawn Charles, Jason Joel Desrouleaux, Sarah Alison Solovay \| – \| \| 5. November 2021 – 25. November 2021 3 Wochen (insgesamt 4) \| 4 \| Calvin Harris feat. Tom Grennan \| By Your Side Theo David Hutchcraft, Adam Richard Wiles, Michael David Needle, Thomas Grennan, James Christopher Needle, John William Peter Newman \| – \| \| 26. November 2021 – 2. Dezember 2021 1 Woche (insgesamt 4) \| 4 \| Ava Max \| My Head & My Heart Thomas Bratfoss Eriksen, Madison Emiko Love, Henry Russell Walter, Amanda Koci, Tia Marie Scola, Sergej Evgenevich Zhukov, Aleksej Evgenevich Potekhin \| – \| \| 3. Dezember 2021 – 9. Dezember 2021 1 Woche (insgesamt 6) \| 6 \| Jason Derulo \| Take You Dancing Emanuel S. Kiriakou, Teemu William Brunila, Shawn Charles, Jason Joel Desrouleaux, Sarah Alison Solovay \| – \| \| 10. Dezember 2021 – 16. Dezember 2021 1 Woche (insgesamt 4) \| 4 \| Goodboys \| Bongo Cha Cha Cha Ernst Bader, Ralf Arnie, Werner Müller \| – \| \| 17. Dezember 2021 – 23. Dezember 2021 1 Woche (insgesamt 6) \| 6 \| Jason Derulo \| Take You Dancing Emanuel S. Kiriakou, Teemu William Brunila, Shawn Charles, Jason Joel Desrouleaux, Sarah Alison Solovay \| – \| \| 24. Dezember 2021 – 6. Januar 2022 2 Wochen (insgesamt 4) \| 4 \| Ava Max \| My Head & My Heart Thomas Bratfoss Eriksen, Madison Emiko Love, Henry Russell Walter, Amanda Koci, Tia Marie Scola, Sergej Evgenevich Zhukov, Aleksej Evgenevich Potekhin \| – \| |                                      |                                            | |                           |
| ← 2020 |                                      |                                            | | → 2022 →                  |
| Zeitraum | Wo. ges.                             | Interpret                                  | Titel Autor(en) | Zusätzliche Informationen |
| (Zeitraum, Wochen auf Platz eins, Interpret, Titel, Autor[en], zusätzliche Informationen) |                                      |                                            | |                           |
| 1. Januar 2021 – 7. Januar 2021 1 Woche (insgesamt 5) | 5                                    | Meduza feat. Dermot Kennedy                | Paradise Dermot Joseph Kennedy, Luca De Gregorio, Mattia Vitale, Simone Giani, Joshua Alexander Grimmett, Connor Blake Manning, Daniel Caplen, Gerard David O’Connell, Wayne Hector | –                         |
| 8. Januar 2021 – 14. Januar 2021 1 Woche (insgesamt 6) | 6                                    | Jason Derulo                               | Take You Dancing Emanuel S. Kiriakou, Teemu William Brunila, Shawn Charles, Jason Joel Desrouleaux, Sarah Alison Solovay | –                         |
| 15. Januar 2021 – 21. Januar 2021 1 Woche (insgesamt 5) | 5                                    | Meduza feat. Dermot Kennedy                | Paradise Dermot Joseph Kennedy, Luca De Gregorio, Mattia Vitale, Simone Giani, Joshua Alexander Grimmett, Connor Blake Manning, Daniel Caplen, Gerard David O’Connell, Wayne Hector | –                         |
| 22. Januar 2021 – 4. Februar 2021 2 Wochen (insgesamt 6) | 6                                    | Jason Derulo                               | Take You Dancing Emanuel S. Kiriakou, Teemu William Brunila, Shawn Charles, Jason Joel Desrouleaux, Sarah Alison Solovay | –                         |
| 5. Februar 2021 – 18. Februar 2021 2 Wochen (insgesamt 12) | 12                                   | Joel Corry feat. MNEK                      | Head & Heart Joe Louis Corry, Neave Applebaum, Lewis Daniel Thompson, Uzoechi Osisioma Emenike, Kashif Siddiqui, Jonathan Courtidis, Daniel Lee Dare, Robert Michael Nelson Harvey | –                         |
| 19. Februar 2021 – 25. Februar 2021 1 Woche (insgesamt 2) | 2                                    | Jax Jones & Au/Ra                          | I Miss U Janee Millicent Lucy Bennett, Olav Tronsmoen, Timucin Kwong Wah Lam, Cass Lowe, Ina Christine Wroldsen | –                         |
| 26. Februar 2021 – 4. März 2021 1 Woche (insgesamt 5) | 5                                    | Meduza feat. Dermot Kennedy                | Paradise Dermot Joseph Kennedy, Luca De Gregorio, Mattia Vitale, Simone Giani, Joshua Alexander Grimmett, Connor Blake Manning, Daniel Caplen, Gerard David O’Connell, Wayne Hector | –                         |
| 5. März 2021 – 18. März 2021 2 Wochen (insgesamt 12) | 12                                   | Joel Corry feat. MNEK                      | Head & Heart Joe Louis Corry, Neave Applebaum, Lewis Daniel Thompson, Uzoechi Osisioma Emenike, Kashif Siddiqui, Jonathan Courtidis, Daniel Lee Dare, Robert Michael Nelson Harvey | –                         |
| 19. März 2021 – 25. März 2021 1 Woche (insgesamt 2) | 2                                    | ATB × Topic × A7S                          | Your Love (9 PM) Musik: Andre Tanneberger, Tobias Tobic; Text: Alexander Tidebrink Stomberg | –                         |
| 26. März 2021 – 1. April 2021 1 Woche (insgesamt 5) | 5                                    | Meduza feat. Dermot Kennedy                | Paradise Dermot Joseph Kennedy, Luca De Gregorio, Mattia Vitale, Simone Giani, Joshua Alexander Grimmett, Connor Blake Manning, Daniel Caplen, Gerard David O’Connell, Wayne Hector | –                         |
| 2. April 2021 – 8. April 2021 1 Woche (insgesamt 2) | 2                                    | Jax Jones & Au/Ra                          | I Miss U Janee Millicent Lucy Bennett, Olav Tronsmoen, Timucin Kwong Wah Lam, Cass Lowe, Ina Christine Wroldsen | –                         |
| 9. April 2021 – 15. April 2021 1 Woche (insgesamt 2) | 2                                    | ATB × Topic × A7S                          | Your Love (9 PM) Musik: Andre Tanneberger, Tobias Tobic; Text: Alexander Tidebrink Stomberg | –                         |
| 16. April 2021 – 22. April 2021 1 Woche (insgesamt 5) | 5                                    | Nathan Evans                               | Wellerman Traditional | –                         |
| 23. April 2021 – 6. Mai 2021 2 Wochen (insgesamt 5) | 5                                    | The Weeknd                                 | Save Your Tears Max Martin, Abel Tesfaye, Ahmad Balshe, Oscar Thomas Holter, Jason Matthew Quenneville | –                         |
| 7. Mai 2021 – 13. Mai 2021 1 Woche (insgesamt 5) | 5                                    | Nathan Evans                               | Wellerman Traditional | –                         |
| 14. Mai 2021 – 20. Mai 2021 1 Woche (insgesamt 5) | 5                                    | The Weeknd                                 | Save Your Tears Max Martin, Abel Tesfaye, Ahmad Balshe, Oscar Thomas Holter, Jason Matthew Quenneville | –                         |
| 21. Mai 2021 – 27. Mai 2021 1 Woche (insgesamt 5) | 5                                    | Nathan Evans                               | Wellerman Traditional | –                         |
| 28. Mai 2021 – 3. Juni 2021 1 Woche (insgesamt 5) | 5                                    | The Weeknd                                 | Save Your Tears Max Martin, Abel Tesfaye, Ahmad Balshe, Oscar Thomas Holter, Jason Matthew Quenneville | –                         |
| 4. Juni 2021 – 10. Juni 2021 1 Woche | 1                                    | Master KG feat. Burna Boy & Nomcebo Zikode | Jerusalema Kgaogelo Moagi, Nomcebo Nothule Nkwanyana, Damini Ebunoluwa Ogulu | –                         |
| 11. Juni 2021 – 17. Juni 2021 1 Woche (insgesamt 5) | 5                                    | The Weeknd                                 | Save Your Tears Max Martin, Abel Tesfaye, Ahmad Balshe, Oscar Thomas Holter, Jason Matthew Quenneville | –                         |
| 18. Juni 2021 – 1. Juli 2021 2 Wochen (insgesamt 5) | 5                                    | Nathan Evans                               | Wellerman Traditional | –                         |
| 2. Juli 2021 – 2. September 2021 9 Wochen | 9                                    | Ed Sheeran                                 | Bad Habits Edward Christopher Sheeran, Johnny McDaid, Frederick John Philip Gibson | –                         |
| 3. September 2021 – 9. September 2021 1 Woche (insgesamt 2) | 2                                    | The Kid Laroi & Justin Bieber              | Stay Charlton Kenneth Jeffrey Howard, Justin Drew Bieber, Blake Slatkin, Charlie Puth, Magnus August Høiberg, Michael Mulé, Isaac De Boni, Omer Fedi, Subhaan Rahmaan | –                         |
| 10. September 2021 – 16. September 2021 1 Woche (insgesamt 4) | 4                                    | Calvin Harris feat. Tom Grennan            | By Your Side Theo David Hutchcraft, Adam Richard Wiles, Michael David Needle, Thomas Grennan, James Christopher Needle, John William Peter Newman | –                         |
| 17. September 2021 – 23. September 2021 1 Woche (insgesamt 4) | 4                                    | Goodboys                                   | Bongo Cha Cha Cha Ernst Bader, Ralf Arnie, Werner Müller | –                         |
| 24. September 2021 – 30. September 2021 1 Woche (insgesamt 2) | 2                                    | The Kid Laroi & Justin Bieber              | Stay Charlton Kenneth Jeffrey Howard, Justin Drew Bieber, Blake Slatkin, Charlie Puth, Magnus August Høiberg, Michael Mulé, Isaac De Boni, Omer Fedi, Subhaan Rahmaan | –                         |
| 1. Oktober 2021 – 7. Oktober 2021 1 Woche | 1                                    | Elton John & Dua Lipa                      | Cold Heart Dean John Meredith, Andrew John Meecham, Elton John, Bernard J. P. Taupin, Nicholas George Littlemore, Peter Bruce Mayes, Samuel David Littlemore | –                         |
| 8. Oktober 2021 – 28. Oktober 2021 3 Wochen | 3                                    | Galantis, David Guetta & Little Mix        | Heartbreak Anthem Yusekae Alexander Koi, Lorenzo Cosi, Christopher Tempest, Pierre David Guetta, Sorana Paula Pacurar, Christian Lars Karlsson, Henrik Nils Jonback, David St. Fleur Sr., Johnny Goldstein, Jenna Lauren Andrews, Leigh Anne Pinnock, Perrie Louise Edwards, Jade Amelia Thirlwell, Thomas Van Der Bruggen | –                         |
| 29. Oktober 2021 – 4. November 2021 1 Woche (insgesamt 6) | 6                                    | Jason Derulo                               | Take You Dancing Emanuel S. Kiriakou, Teemu William Brunila, Shawn Charles, Jason Joel Desrouleaux, Sarah Alison Solovay | –                         |
| 5. November 2021 – 25. November 2021 3 Wochen (insgesamt 4) | 4                                    | Calvin Harris feat. Tom Grennan            | By Your Side Theo David Hutchcraft, Adam Richard Wiles, Michael David Needle, Thomas Grennan, James Christopher Needle, John William Peter Newman | –                         |
| 26. November 2021 – 2. Dezember 2021 1 Woche (insgesamt 4) | 4                                    | Ava Max                                    | My Head & My Heart Thomas Bratfoss Eriksen, Madison Emiko Love, Henry Russell Walter, Amanda Koci, Tia Marie Scola, Sergej Evgenevich Zhukov, Aleksej Evgenevich Potekhin | –                         |
| 3. Dezember 2021 – 9. Dezember 2021 1 Woche (insgesamt 6) | 6                                    | Jason Derulo                               | Take You Dancing Emanuel S. Kiriakou, Teemu William Brunila, Shawn Charles, Jason Joel Desrouleaux, Sarah Alison Solovay | –                         |
| 10. Dezember 2021 – 16. Dezember 2021 1 Woche (insgesamt 4) | 4                                    | Goodboys                                   | Bongo Cha Cha Cha Ernst Bader, Ralf Arnie, Werner Müller | –                         |
| 17. Dezember 2021 – 23. Dezember 2021 1 Woche (insgesamt 6) | 6                                    | Jason Derulo                               | Take You Dancing Emanuel S. Kiriakou, Teemu William Brunila, Shawn Charles, Jason Joel Desrouleaux, Sarah Alison Solovay | –                         |
| 24. Dezember 2021 – 6. Januar 2022 2 Wochen (insgesamt 4) | 4                                    | Ava Max                                    | My Head & My Heart Thomas Bratfoss Eriksen, Madison Emiko Love, Henry Russell Walter, Amanda Koci, Tia Marie Scola, Sergej Evgenevich Zhukov, Aleksej Evgenevich Potekhin | –                         |

## Alben
| ← 2020 ← | Liste der Nummer-eins-Hits in Ungarn | Liste der Nummer-eins-Hits in Ungarn | Liste der Nummer-eins-Hits in Ungarn | 2022 →                                                                 |
| \| Zeitraum \| Wo. ges. \| Interpret \| Titel \| Zusätzliche Informationen \| \| (Zeitraum, Wochen auf Platz eins, Interpret, Titel, zusätzliche Informationen) \| \| \| \| \| \| ------------------------------------------------------------------------------ \| -------- \| -------------------------- \| ----------------------------- \| ---------------------------------------------------------------------- \| \| 25. Dezember 2020 – 14. Januar 2021 3 Wochen (insgesamt 11) \| 11 \| Omega \| Testamentum \| – \| \| 15. Januar 2021 – 25. Februar 2021 6 Wochen \| 6 \| (Verschiedene Interpreten) \| Feró 75 - Ahogy ti zenéltek … \| Tributalbum zum 75. Geburtstag des Sängers und Schauspielers Nagy Feró \| \| 26. Februar 2021 – 11. März 2021 2 Wochen \| 2 \| (Verschiedene Interpreten) \| Road Movie \| – \| \| 12. März 2021 – 18. März 2021 1 Woche \| 1 \| (Verschiedene Interpreten) \| Szállnak a dallamok \| – \| \| 19. März 2021 – 25. März 2021 1 Woche (insgesamt 11) \| 11 \| Omega \| Testamentum \| – \| \| 26. März 2021 – 8. April 2021 2 Wochen (insgesamt 3) \| 3 \| Hooligans \| Zártosztály \| – \| \| 9. April 2021 – 15. April 2021 1 Woche \| 1 \| Dalriada \| Őszelő \| – \| \| 16. April 2021 – 22. April 2021 1 Woche \| 1 \| Rúzsa Magdolna \| Karma \| – \| \| 23. April 2021 – 29. April 2021 1 Woche (insgesamt 3) \| 3 \| Hooligans \| Zártosztály \| – \| \| 30. April 2021 – 6. Mai 2021 1 Woche \| 1 \| Pink Floyd \| Live at Knebworth 1990 \| – \| \| 7. Mai 2021 – 20. Mai 2021 2 Wochen \| 2 \| Ossian \| A teljesség \| – \| \| 21. Mai 2021 – 27. Mai 2021 1 Woche \| 1 \| Aurora \| Teszt alatt a türelem \| – \| \| 28. Mai 2021 – 3. Juni 2021 1 Woche (insgesamt 4) \| 4 \| Attila \| Best of 2016–2020 \| – \| \| 4. Juni 2021 – 10. Juni 2021 1 Woche \| 1 \| Bëlga \| Karnevál \| – \| \| 11. Juni 2021 – 17. Juni 2021 1 Woche \| 1 \| Road \| Senki kedvéért nem fékezünk \| – \| \| 18. Juni 2021 – 1. Juli 2021 2 Wochen (insgesamt 4) \| 4 \| Attila \| Best of 2016–2020 \| – \| \| 2. Juli 2021 – 8. Juli 2021 1 Woche \| 1 \| József Kalapács \| Szelíd metálosok \| – \| \| 9. Juli 2021 – 15. Juli 2021 1 Woche (insgesamt 4) \| 4 \| Attila \| Best of 2016–2020 \| – \| \| 16. Juli 2021 – 5. August 2021 3 Wochen (insgesamt 6) \| 6 \| (Verschiedene Interpreten) \| Nagy házibuli lemez V. \| – \| \| 6. August 2021 – 12. August 2021 1 Woche \| 1 \| 20+1 \| Depresszió \| – \| \| 13. August 2021 – 2. September 2021 3 Wochen (insgesamt 6) \| 6 \| (Verschiedene Interpreten) \| Nagy házibuli lemez V. \| – \| \| 3. September 2021 – 16. September 2021 2 Wochen (insgesamt 3) \| 3 \| Iron Maiden \| Senjutsu \| – \| \| 17. September 2021 – 24. September 2021 1 Woche \| 1 \| Follow the Flow \| Ég és föld \| – \| \| 25. September 2021 – 30. September 2021 1 Woche (insgesamt 3) \| 3 \| Iron Maiden \| Senjutsu \| – \| \| 1. Oktober 2021 – 7. Oktober 2021 1 Woche \| 1 \| Balázs Pali \| Vár rám az élet … \| – \| \| 8. Oktober 2021 – 14. Oktober 2021 1 Woche (insgesamt 2) \| 2 \| Attila \| Infiltration \| – \| \| 15. Oktober 2021 – 21. Oktober 2021 1 Woche (insgesamt 13) \| 13 \| Ákos \| Az utolsó békeév \| – \| \| 22. Oktober 2021 – 28. Oktober 2021 1 Woche \| 1 \| Ossian \| Most Mi jövünk! \| – \| \| 29. Oktober 2021 – 4. November 2021 1 Woche \| 1 \| Ed Sheeran \| = \| – \| \| 5. November 2021 – 18. November 2021 2 Wochen (insgesamt 13) \| 13 \| Ákos \| Az utolsó békeév \| – \| \| 19. November 2021 – 25. November 2021 1 Woche (insgesamt 2) \| 2 \| Attila \| Infiltration \| – \| \| 26. November 2021 – 2. Dezember 2021 1 Woche (insgesamt 13) \| 13 \| Ákos \| Az utolsó békeév \| – \| \| 3. Dezember 2021 – 23. Dezember 2021 3 Wochen (insgesamt 11) \| 11 \| Omega \| Testamentum \| – \| \| 24. Dezember 2021 – 27. Januar 2022 5 Wochen (insgesamt 13) \| 13 \| Ákos \| Az utolsó békeév \| – \| |                                      |                                      |                                      |                                                                        |
| ← 2020 |                                      |                                      |                                      | → 2022 →                                                               |
| Zeitraum | Wo. ges.                             | Interpret                            | Titel                                | Zusätzliche Informationen                                              |
| (Zeitraum, Wochen auf Platz eins, Interpret, Titel, zusätzliche Informationen) |                                      |                                      |                                      |                                                                        |
| 25. Dezember 2020 – 14. Januar 2021 3 Wochen (insgesamt 11) | 11                                   | Omega                                | Testamentum                          | –                                                                      |
| 15. Januar 2021 – 25. Februar 2021 6 Wochen | 6                                    | (Verschiedene Interpreten)           | Feró 75 - Ahogy ti zenéltek …        | Tributalbum zum 75. Geburtstag des Sängers und Schauspielers Nagy Feró |
| 26. Februar 2021 – 11. März 2021 2 Wochen | 2                                    | (Verschiedene Interpreten)           | Road Movie                           | –                                                                      |
| 12. März 2021 – 18. März 2021 1 Woche | 1                                    | (Verschiedene Interpreten)           | Szállnak a dallamok                  | –                                                                      |
| 19. März 2021 – 25. März 2021 1 Woche (insgesamt 11) | 11                                   | Omega                                | Testamentum                          | –                                                                      |
| 26. März 2021 – 8. April 2021 2 Wochen (insgesamt 3) | 3                                    | Hooligans                            | Zártosztály                          | –                                                                      |
| 9. April 2021 – 15. April 2021 1 Woche | 1                                    | Dalriada                             | Őszelő                               | –                                                                      |
| 16. April 2021 – 22. April 2021 1 Woche | 1                                    | Rúzsa Magdolna                       | Karma                                | –                                                                      |
| 23. April 2021 – 29. April 2021 1 Woche (insgesamt 3) | 3                                    | Hooligans                            | Zártosztály                          | –                                                                      |
| 30. April 2021 – 6. Mai 2021 1 Woche | 1                                    | Pink Floyd                           | Live at Knebworth 1990               | –                                                                      |
| 7. Mai 2021 – 20. Mai 2021 2 Wochen | 2                                    | Ossian                               | A teljesség                          | –                                                                      |
| 21. Mai 2021 – 27. Mai 2021 1 Woche | 1                                    | Aurora                               | Teszt alatt a türelem                | –                                                                      |
| 28. Mai 2021 – 3. Juni 2021 1 Woche (insgesamt 4) | 4                                    | Attila                               | Best of 2016–2020                    | –                                                                      |
| 4. Juni 2021 – 10. Juni 2021 1 Woche | 1                                    | Bëlga                                | Karnevál                             | –                                                                      |
| 11. Juni 2021 – 17. Juni 2021 1 Woche | 1                                    | Road                                 | Senki kedvéért nem fékezünk          | –                                                                      |
| 18. Juni 2021 – 1. Juli 2021 2 Wochen (insgesamt 4) | 4                                    | Attila                               | Best of 2016–2020                    | –                                                                      |
| 2. Juli 2021 – 8. Juli 2021 1 Woche | 1                                    | József Kalapács                      | Szelíd metálosok                     | –                                                                      |
| 9. Juli 2021 – 15. Juli 2021 1 Woche (insgesamt 4) | 4                                    | Attila                               | Best of 2016–2020                    | –                                                                      |
| 16. Juli 2021 – 5. August 2021 3 Wochen (insgesamt 6) | 6                                    | (Verschiedene Interpreten)           | Nagy házibuli lemez V.               | –                                                                      |
| 6. August 2021 – 12. August 2021 1 Woche | 1                                    | 20+1                                 | Depresszió                           | –                                                                      |
| 13. August 2021 – 2. September 2021 3 Wochen (insgesamt 6) | 6                                    | (Verschiedene Interpreten)           | Nagy házibuli lemez V.               | –                                                                      |
| 3. September 2021 – 16. September 2021 2 Wochen (insgesamt 3) | 3                                    | Iron Maiden                          | Senjutsu                             | –                                                                      |
| 17. September 2021 – 24. September 2021 1 Woche | 1                                    | Follow the Flow                      | Ég és föld                           | –                                                                      |
| 25. September 2021 – 30. September 2021 1 Woche (insgesamt 3) | 3                                    | Iron Maiden                          | Senjutsu                             | –                                                                      |
| 1. Oktober 2021 – 7. Oktober 2021 1 Woche | 1                                    | Balázs Pali                          | Vár rám az élet …                    | –                                                                      |
| 8. Oktober 2021 – 14. Oktober 2021 1 Woche (insgesamt 2) | 2                                    | Attila                               | Infiltration                         | –                                                                      |
| 15. Oktober 2021 – 21. Oktober 2021 1 Woche (insgesamt 13) | 13                                   | Ákos                                 | Az utolsó békeév                     | –                                                                      |
| 22. Oktober 2021 – 28. Oktober 2021 1 Woche | 1                                    | Ossian                               | Most Mi jövünk!                      | –                                                                      |
| 29. Oktober 2021 – 4. November 2021 1 Woche | 1                                    | Ed Sheeran                           | =                                    | –                                                                      |
| 5. November 2021 – 18. November 2021 2 Wochen (insgesamt 13) | 13                                   | Ákos                                 | Az utolsó békeév                     | –                                                                      |
| 19. November 2021 – 25. November 2021 1 Woche (insgesamt 2) | 2                                    | Attila                               | Infiltration                         | –                                                                      |
| 26. November 2021 – 2. Dezember 2021 1 Woche (insgesamt 13) | 13                                   | Ákos                                 | Az utolsó békeév                     | –                                                                      |
| 3. Dezember 2021 – 23. Dezember 2021 3 Wochen (insgesamt 11) | 11                                   | Omega                                | Testamentum                          | –                                                                      |
| 24. Dezember 2021 – 27. Januar 2022 5 Wochen (insgesamt 13) | 13                                   | Ákos                                 | Az utolsó békeév                     | –                                                                      |